# Drilophaga delagei
Drilophaga delagei is een raderdiertjessoort uit de familie Notommatidae. De wetenschappelijke naam van deze soort is voor het eerst geldig gepubliceerd in 1904 door Beauchamp.